# De woestijnpiraten
De woestijnpiraten is het tweede stripalbum uit de stripreeks Jeremiah. Het album is geschreven en getekend door Hermann Huppen. Van dit album verschenen tot nu toe vier drukken, o.m. bij uitgeverij Harko Magazines en Novedi in 1979, Novedi in 1982, en bij uitgeverij Dupuis in de collectie Spotlight, in 1993, 2003. Voorpublicatie vond plaats in het tijdschrift Wham!.

## Inhoud
Als Jeremia en Kurdy Malloy met een waterprobleem in de woestijn vertoeven, ontmoeten ze een man die hen uitlegt dat hij deel uitmaakt van een geldtransportbedrijf. Na een overval heeft hij het geld in de woestijn verborgen, maar hij kan het niet alleen vinden. Zijn collega wordt gevangen gehouden door een bende plunderaars die geleid worden door een zigeunerin. Ze proberen hem te helpen, raken verdwaald in de woestijn en moeten zich te weer stellen tegen de bende. 